# Колоїз Жанна Василівна
Колоїз Жанна Василівна — українська мовознавиця, докторка філологічних наук, професорка, завідувачка кафедри української мови Криворізького державного педагогічного університету.

## Життєвий та науковий шлях
Народилася 26 вересня 1969 року в селі Тріскині Сарненського району Рівненської області. У 1991 році закінчила Львівський державний (нині національний) університет імені Івана Франка. 1993 —1996  — навчалася в аспірантурі Криворізького державного педагогічного інституту.
1996  — захистила дисертацію на здобуття наукового ступеня кандидата філологічних наук «Структурно-функціональні різновиди усталених конструкцій у мові публіцистики С. Єфремова» (науковий керівник  — професор В. В. Явір).
2004 —2007   — навчалася в докторантурі при кафедрі української мови Харківського національного університету імені В. Н. Каразіна.
У вересні 2007 року в Інституті української мови НАН України успішно захистила дисертацію «Оказіональна деривація: теоретичний та функціонально-прагматичний аспекти» на здобуття наукового ступеня доктора філологічних наук (науковий керівник  — професор В. С. Калашник).
З 2008 р. і донині — завідувач кафедри української мови Криворізького державного педагогічного університету. Є членом спеціалізованої вченої ради із захисту кандидатських дисертацій, членом експертної комісії при МОН України, що координує виконання та затвердження держбюджетних наукових тем (секція «Літературознавство, мовознавство, мистецтвознавство»).
Цікавиться проблемами сучасної та історичної української лексикології, неології, фразеології, деривації. Неабияке захоплення викликає лексикографічна робота, результати якої представлено низкою словникових праць. Має понад 100 наукових і науково-методичних публікацій Викладає дисципліни «Сучасна українська літературна мова», «Історична граматика української мови», «Українська діалектологія», «Науковий стиль української мови», «Академічне письмо та риторика», «Основи академічного письма», «Українська неологія і неографія». 
За період із 2014 по 2017  — під керівництвом Ж. В. Колоїз за держбюджетні кошти виконувався фундаментальний проєкт «Лінгвальний простір духовного коду»; з 2019  — фундаментальне кафедральне дослідження «Проблеми функціонування мовних одиниць і граматичних категорій у різних стилях української мови та їх лексикографічна розробка» («The problems of the functioning of language units and grammar categories in the different Ukrainian styles; its’ lexicographical research»). Під її керівництвом захищено 4 дисертацій на здобуття наукового ступеня кандидата філологічних наук, 2 дисертації на здобуття наукового ступеня доктора філософії зі спеціальності 035 Філологія

## Науковий доробок
- Словник фразеологічних антонімів української мови / В. С. Калашник, Ж. В. Колоїз. — Київ : Довіра, 2001. — 284 с
- Слово Благовісті : Словник-довідник фразем біблійного походження / Ж. В. Колоїз, З. П. Бакум. —  Кривий Ріг : «Уран», 2001. — 200 с.
- Українсько-російські синтаксичні паралелі: труднощі перекладу : Слов.-довідник / В. С. Калашник, Ж. В. Колоїз. — Харків : Прапор, 2003. — 110 с.
- Колоїз Ж. В. Українська оказіональна деривація : монографія. — Київ : Акцент, 2007. — 310 с.
- Сучасна українська літературна мова : збірник завдань для лабораторних робіт / Ж. В. Колоїз, Н. М. Малюга, В. В. Явір. —  Київ : Знання, 2008. — 356 с.
- Колоїз Ж. В. Неузуальне словотворення : монографія  — Кривий Ріг : НПП Астерікс, 2015.  — 156 с.
- Колоїз Ж. В. Теорія і практика редагування газет : практикум  — Кривий Ріг : КДПУ, 2017.  — 82 с.
- Колоїз Ж. В. Науковий стиль української мови : практикум  — Кривий Ріг : КДПУ, 2018.  — 132 с.
- Колоїз Ж. В. Основи академічного письма : практикум  — Кривий Ріг : ФОП Маринченко С. В., 2019.  — 178 с.
- Колоїз Ж. Історична фонетика і граматика української мови : навч. посібник.  — Кривий Ріг : ФОП Маринченко С. В., 2023.  — 244 с.